# Philippe Liégeois

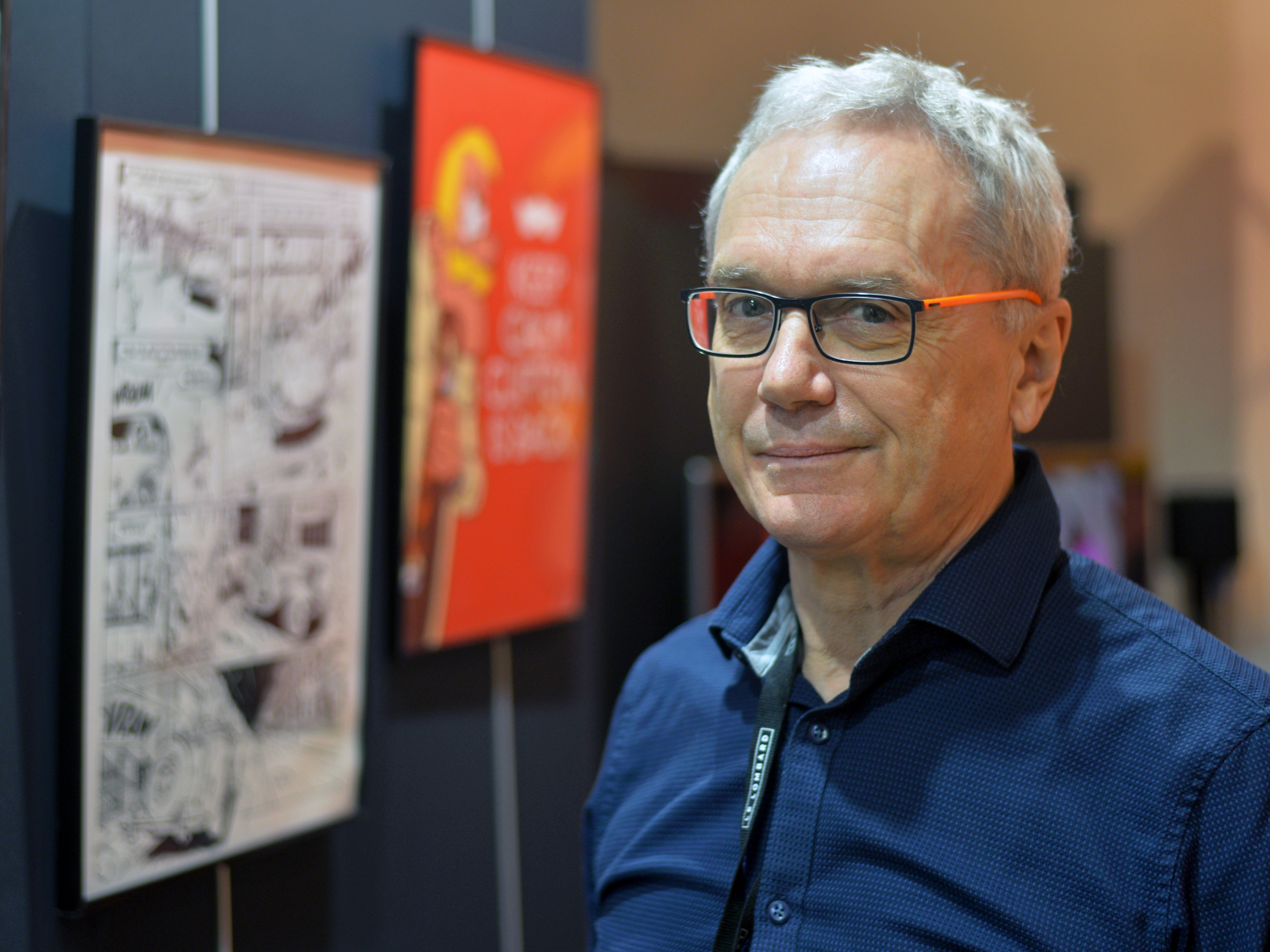
Turk (2016)

Philippe Liégeois (* 8. Juli 1947 in Durbuy, Belgien), besser bekannt unter seinem Pseudonym Turk, ist ein belgischer Comiczeichner.

## Leben
Liégeois arbeitete mit Bob de Groot zusammen an mehreren Comicserien, die im Stil von André Franquin (Gaston, Spirou und Fantasio), Morris (Lucky Luke) oder Raoul Cauvin / Willy Lambil (Die blauen Boys) gemacht sind. Bob de Groot war hier oft für den Inhalt und Liégeois häufig für die Zeichnungen verantwortlich.
Mit 21 Jahren debütierte er im Magazin Spirou und es folgte ab 1969 die große Serie Robin Ausdemwald (Robin Dubois), welche die Abenteuer von Robin Hood mit dem Sheriff im Sherwood Forest schildert.
1971 übernahm er mit Bob de Groot Percy Pickwick, eine Serie über einen britischen Geheimagenten beim MI5, einen Gentleman alter Schule mit MG-Oldtimer, Regenschirm-Gewehr, Katze und Haushälterin. Angelehnt an Leonardo da Vinci war Liégeoises nächstes größeres Projekt Leonardo (Léonard), über den er seit 1975 humoristische Geschichten zeichnet.

## Werke (Auswahl)
- Robin Ausdemwald (1969–1998), 21 Bände. Szenario: Bob de Groot
- Percy Pickwick (1971–1983, ab 2016), 11 albenlange Geschichten und 8 Kurzgeschichten. Szenario: Bob de Groot und Zidrou
- Leonardo (ab 1975), 53 Bände. Szenario: Bob de Groot und Zidrou